# PSR J0357+3205
PSR J0357+3205 – pulsar znajdujący się w gwiazdozbiorze Perseusza w odległości około 1600 lat świetlnych. Został odkryty w 2009 roku przez Fermi Gamma-ray Space Telescope. Wiek pulsara ocenia się na pół miliona lat.
Pulsar PSR J0357+3205 ma długi ogon świecący w paśmie rentgenowskim. Ogon ten rozciąga się na przestrzeni 4,2 roku świetlnego i jest jednym z najdłuższych ogonów powiązanych z pulsarami.
Dane otrzymane z teleskopu Chandra zdają się wskazywać, że ogon rentgenowski jest produkowany przez obecną w wietrze pulsara emisję cząstek o wysokich energiach poruszających się spiralnie wokół linii pola magnetycznego. Inne ogony rentgenowskie wytworzone przez pulsary powstawały w wyniku generowania fal uderzeniowych przez naddźwiękowy ruch pulsarów w ośrodku międzygwiezdnym.
Dane zebranie przez teleskop Fermiego dowodzą, że PSR J0357 traci znikome ilość energii w wyniku spowalniania jego rotacji. Jest to o tyle istotne, gdyż strata energii jest przekształcana w promieniowanie zasilające wiatr cząstek pulsara. Dane te nie pasują do ilości promieniowania rentgenowskiego jakie w ogonie zaobserwowało obserwatorium Chandra, dowodząc że ogon PSR J0357+3205 powstał w nietypowy sposób. Dodatkowo inne pulsary powiązane z falą uderzeniową wykazują intensywną emisję rentgenowską wokół pulsara, czego nie zaobserwowano w przypadku PSR J0357. Najjaśniejsza część ogona znajduje się daleko od pulsara, co jest kolejną różnicą w przypadku obserwowanych pulsarów powiązanych z falą uderzeniową.